# У потрази за тамом
У потрази за тамом (енгл. In Search of Darkness) је британско-амерички документарни филм из 2019. године, режисера Дејвида Вејнера. Главна тема документарца су култни хорор филмови из 80-их година 20. века.
Многобројни глумци и редитељи хорора из 80-их, учествовали су у снимању филма и износили своја мишљења и сећања у интервјуима. Неки од њих су: Џон Карпентер, Хедер Лангенкамп, Џо Данте, Каролина Вилијамс, Кејн Ходер, Том Холанд, Даг Бредли...

## Радња
Звезде хорор филмове насталих 80-их година, коментаришу и упоређују филмове из тог времена са садашњим хорорима. Неке од тема су: „Зашто су практични ефекти бољи од CGI ефеката?”, „Како је дошло до правила о финалним девојкама?”, „Које су главне теме у причама тадашњих хорор?” итд.
Често се говорило о филмовима Веса Крејвена и Џорџа Ромера, али се они не појављују у документарцу, јер су обојица преминула у претходне 3 године. Поред њих, често се причало и о филмовима Џона Карпентера, као и о филмовима који су рађени по књигама Ситвена Кинга.

## Улоге
| Глумац-ица / редитељ / сценариста ... | Хорор филмови по којима су познати | Улоге које тумаче                                                            |
| ------------------------------------- | --- | ---------------------------------------------------------------------------- |
| Џон Карпентер                         | Ноћ вештица, Створ, Принц таме, Кристина, Они живе, У устима лудила, Магла, Вампири, Ноћ вештица 2, Ноћ вештица 11: Суочи се са судбином | режисер, композитор, продуцент                                               |
| Хедер Лангенкамп                      | Страва у Улици брестова, Страва у Улици брестова 3: Ратници снова, Страва у Улици брестова 7: Нови и последњи кошмар, Ја сам Ненси | Ненси Томпсон                                                                |
| Џо Данте                              | Пирана, Гремлини, Гремлини 2: Ново гнездо, Зона сумрака, Урликање | режисер, продуцент                                                           |
| Каролина Вилијамс                     | Тексашки масакр моторном тестером 2, Леприкон 3, Очух 2, Ноћ вештица 10 | Ванита „Стреч” Брок, Лорета, Мети Криминс, др Мапл                           |
| Том Холанд                            | Ноћ страве, Дечије игре, Психо 2 | сценариста и режисер                                                         |
| Кејн Ходер                            | Петак тринаести 7: Нова крв, Петак тринаести 8: Џејсон осваја Менхетн, Петак тринаести 9: Џејсон иде у пакао, Петак тринаести 10: Џејсон икс, Секира, Секира 2, Секира 3 | Џејсон Ворхис, Виктор Кровли                                                 |
| Том Аткинс                            | Магла, Шоу наказа, Ноћ вештица 3: Сезона вештице, Ноћ наказа, Полицајац манијак | Ник Кесл, Стен, др Данијел Чалис, детектив Реј Камерун, детектив Френк Мекро |
| Даг Бредли                            | филмски серијал Господари пакла, Бундевоглави 3: Пепео пепелу, Погрешно скретање 5: Крвне везе | Пинхед Сенобит др Фрасел, Мајнар Одетс                                       |
| Шон Канингем                          | Петак тринаести, Кућа, Кућа 2 | редитељ, продуцент                                                           |
| Кејти Федерсон                        | филмски серијал Паранормалне активности | Кејти Федерсон                                                               |
| Андре Гауер                           | Одред против чудовишта | Шон Креншо                                                                   |
| Ник Кесл                              | Ноћ вештица, Ноћ вештица 11: Суочи се са судбином, Ноћ вештица 12: Убиства Ноћи вештица, Ноћ вештица 13: Крај Ноћи вештица | Мајкл Мајерс                                                                 |
| Кит Дејвид                            | Створ, Они живе | Чајлдс, Френк Армитаж                                                        |
| Бил Мозли                             | Тексашки масакр моторном тестером 2, Тексашки масакр моторном тестером 7 Ноћ живих мртваца, Ноћ вештица 9, Тиха ноћ, смртоносна ноћ 3: Боље пази Кућа 1000 лешева, Одбачени од ђавола, Троје из пакла | Чоп-топ Сојер Џони, Зак Гарет, Рики Калдвел, Отис Дрифтвуд                   |
| Брајан Јужна                          | Реаниматор, Реаниматор 2: Невеста реаниматора, Реаниматор 3: Изван реаниматора, Зубар, Зубар 2, Повратак живих мртваца 3, Из друге димензије | режисер, сценариста                                                          |
| Џефри Кумс                            | Реаниматор, Реаниматор 2: Невеста реаниматора, Реаниматор 3: Изван реаниматора, Из друге димензије | др Херберт Вест Крофорд Тилингаст                                            |
| Барбара Крамптон                      | Реаниматор, Из друге димензије, Ти си следећи | Меган Холси, др Кетрин Мекмајклс, Обри                                       |
| Кен Саџес                             | Страва у Улици брестова 3: Ратници снова, Страва у Улици брестова 4: Господар снова, Зона сумрака | Роналд Кинкејд                                                               |
| Грег Никотеро                         | Дан живих мртваца, Земља живих мртваца, Дневник живих мртваца, Дистурбија, Окружен мртвима, Предатори, Брда имају очи, Хостел, Колиба страха, Од сумрака до свитања, Врисак 2, Ноћ вештица 5: Освета Мајкла Мајерса, Страва у Улици брестова 7: Нови и последњи кошмар                                                                     | специјални ефекти, шминкер                                                   |
| Лори Кардил                           | Дан живих мртваца | Сара Бовман                                                                  |
| Лари Коен                             | Повратак у Салемово, Живо је, Полицајац манијак, Полицајац манијак 2, Полицајац манијак 3: Значка тишине | сценариста, режисер, продуцент                                               |
| Алекс Винтер                          | Изгубљени дечаци | Марко Дејвис                                                                 |
| Том Вудруф                            | Смрт јој пристаје, Осми путник 3 | визуелни ефекти                                                              |
| Кели Марони                           | Сецкање у тржном центру, Права крв | Алисон Паркс                                                                 |
| Хари Манфредини                       | Брда имају очи 2, Чудовиште из мочваре, Петак тринаести, Петак тринаести 2, Петак тринаести 3, Петак тринаести 4: Последње поглавље, Петак тринаести 5: Нови почетак, Петак тринаести 6: Џејсон живи, Петак тринаести 7: Нова крв, Петак тринаести 9: Џејсон иде у пакао, Петак тринаести 10: Џејсон икс, Господар жеља, Кућа 2            | композитор                                                                   |
| Роберт Круцман                        | Ноћ наказа, Страва у Улици брестова 3: Ратници снова, Предатор, Зла смрт 2: Мртви до зоре, Фантазам 2, Ноћ вештица 5: Освета Мајкла Мајерса, Страва у Улици брестова 5: Дете снова, Мизери, Подрхтавање, Зла смрт 3: Армија таме, Страва у Улици брестова 7: Нови и последњи кошмар, Господар жеља, Од сумрака до свитања, Факултет страха | специјални ефекти                                                            |
| Дон Манцини                           | филмски серијал Дечије игре, Ханибал | сценариста                                                                   |
| Грејам Хамфрис                        | Зла смрт, Зла смрт 2: Мртви до зоре, Серијал филмова Страва у Улици брестова, Феномен | сценариста                                                                   |